# Menomena
Menomena är ett amerikanskt indierockband, bildat 2000 i Portland, Oregon och bestående av de tre medlemmarna Brent Knopf, Danny Seim och Justin Harris.

## Medlemmar
Nuvarande medlemmar
- Justin Harris – sång, bas, saxofon (2000-idag)
- Danny Seim – sång, trummor (2000-idag)

Tidigare medlemmar
- Brent Knopf – sång, gitarr (2000-2010)

## Diskografi
Album
- 2004 – I Am the Fun Blame Monster!
- 2006 – Under an Hour
- 2007 – Friend and Foe
- 2010 – Mines
- 2011 – I Am the Fun Blame Monster! B-Sides!
- 2012 – Moms

EP
- 2001 – Rose
- 2001 – Scissors and Blue #2 (delad EP med Societá Anonima)
- 2006 – Wet and Rusting

Singlar (urval)
- 2003 – Nebali
- 2005 – Under an Hour
- 2005 – Posh Isolation / Tung Track
- 2007 – Wet and Rusting / Gay A
- 2010 – Heliomena / Pilgrim's Progress (delad singel med The Helio Sequence)
- 2010 – Five Little Rooms
- 2010 – Double Seven Inch
- 2010 – Taos
- 2013 – Toomer